# Vol pour nulle part

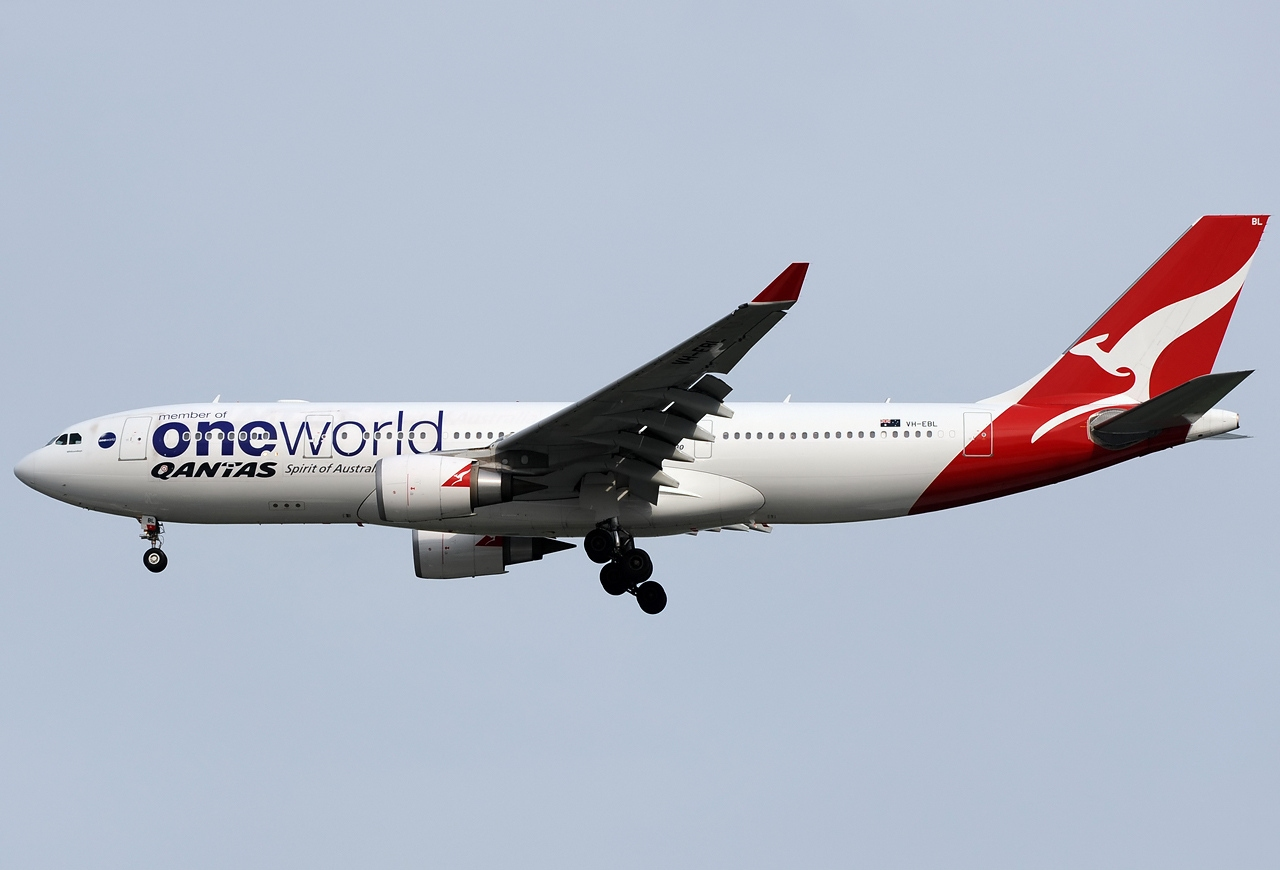
Airbus A330 de Qantas

Un vol pour nulle part ou vol sans destination est une offre commerciale proposée par certaines compagnies aériennes. Il s'agit d'un vol commercial en circuit fermé : l'appareil embarque ses passagers dans un aéroport donné, décolle, effectue un parcours en boucle, et revient à son aéroport de départ.

## Contexte et motivations
La pandémie de Covid-19 en 2020 a donné lieu à des mesures de confinement et à des restrictions sur les voyages dans la plupart des pays. À l'été 2020, les mesures de confinement sont largement levées mais les voyages internationaux restent très difficiles. 

## Succès commercial
La compagnie taïwanaise China Airlines lance, à la fin du mois de juin 2020, un vol vers nulle part au départ et à destination de Taipei-Songshan. Le vol est présenté avant tout comme une activité récréative, permettant d'offrir un simulacre de voyage. Ce vol approche la Corée du Sud avant de revenir à son point de départ, une initiation à la langue coréenne est proposée à bord.
D'autres compagnies proposent rapidement des offres similaires dans un contexte économique délabré pour elles. En septembre, la compagnie aérienne australienne Qantas propose un vol Sydney-Sydney et vend les 130 billets en dix minutes. Une offre similaire existe chez Singapore Airlines au départ de l'aéroport Changi. Parmi les compagnies proposant ce type de vols, on trouve aussi EVA Air (autre compagnie taiwanaise) et Air India.

## Réactions
Ce phénomène a été analysé comme une expression extrême de thérapie par le shopping et d'anti-écologisme. Les critiques portent principalement sur l'impact écologique d'une telle activité qui ne fournit pas d'utilité (au sens économique) évidente, et ont poussé Singapore Airlines à abandonner l'offre, remplacée par des activités à bord d'Airbus A380 restant au sol (repas, soirée, visites, conférences).